# Università Luarasi
L'Università Luarasi (in albanese Universiteti Luarasi), nota precedentemente come College universitario "Luarasi" (in albanese Kolegji Univeristar "Luarasi"), è un'università privata albanese con sede a Tirana.
Fa parte di UniAdrion.

## Storia
L'università è stata fondata dal professor Aleks Luarasi ed è stata autorizzata dal Consiglio dei ministri albanese con decisione n° 611 dell'11 settembre 2003, avviando la propria attività nell'anno accademico 2003/2004. Al 2015 l'ateneo contava due facoltà: la Facoltà di Economia e la Facoltà di Giurisprudenza, cui si sono aggiunte la Facoltà di Tecnologia dell'informazione ed Innovazione nel 2018 e successivamente la Facoltà di Scienze mediche.